# José de Lima
Pour les articles homonymes, voir Lima (homonymie).
Cet article possède des paronymes, voir José Lima et José Lima (football).
José de Lima, né le 21 février 1924 à Tiros dans l'État de Minas Gerais  au Brésil et mort le 12 juin 2013 à Sete Lagoas dans le même État brésilien,  est un prélat catholique brésilien.

## Biographie
José de Lima est ordonné prêtre en 1961. En 1973, il est nommé évêque d'Itumbiara et en 1981 de Sete Lagoas. José de Lima  prend sa retraite en 1999.

## Sources
- Profil sur Catholic hierarchy